# Le Tunnel sous la Manche ou le Cauchemar franco-anglais
Pour plus de détails, voir Fiche technique et Distribution.
Le Tunnel sous la Manche ou le Cauchemar franco-anglais est un film réalisé par Georges Méliès en 1907.

## Synopsis
Le roi Édouard VII et le président Armand Fallières rêvent dans leurs chambres contigües. Grâce à eux, on inaugure le fameux tunnel. Mais deux trains entrent en collision et le tunnel est détruit. Ce n'était heureusement qu'un cauchemar.

## Distribution
- Georges Méliès
- Fernande Albany

## Note
1. ↑  Le siècle du cinéma, édition Larousse, 2002